# William H. Meyer (Politiker, 1847)
William H. Meyer (* 14. April 1847 in Hannover, Königreich Hannover; † 22. August 1923 im Costilla County, Colorado) war ein deutschamerikanischer Politiker. Zwischen 1883 und 1885 war er Vizegouverneur des Bundesstaates Colorado.

## Werdegang
Um das Jahr 1862 kam William Meyer in die Vereinigten Staaten. Er lebte zunächst in den Staaten Kentucky und Missouri sowie im New-Mexico-Territorium und war als Viehzüchter tätig. Etwa zwischen 1865 und 1867 ließ er sich im Costilla County nieder. Dort erwarb er eine große Landmasse, auf der er Viehzucht im großen Stil betrieb. Er gehörte bald zu den Rinderbaronen in seiner Heimat. Meyer war auch politisch interessiert. In den Jahren 1870 und 1874 wurde er Mitglied im Repräsentantenhaus des Colorado-Territoriums. Zwischen 1867 und 1876 war er bei der Bezirks- und Gerichtsverwaltung seiner Heimat angestellt. Im Jahr 1875 nahm er als Delegierter an der verfassungsgebenden Versammlung des zukünftigen Staates Colorado teil. Politisch schloss er sich der Republikanischen Partei an. Von 1877 bis 1879 saß er im Senat von Colorado.
Im Jahr 1882 wurde Meyer an der Seite von James Benton Grant zum Vizegouverneur von Colorado gewählt. Dieses Amt bekleidete er zwischen 1883 und 1885. Dabei war er Stellvertreter des Gouverneurs und Vorsitzender des Staatssenats. Zwischen 1899 und 1903 sowie nochmals von 1907 bis 1911 war er erneut Staatssenator. Sein politisches Hauptziel war die Verbesserung der Bildung in seinem Staat. Im Jahr 1889 wurde er Kurator der State Normal School. Er starb am 22. August 1923.